# Fortis Watches
FORTIS Watches AG (ex FORTIS Uhren AG), con sede a Grenchen è un produttore svizzero di orologi. La società è principalmente conosciuta per la sua esperienza nel campo dei cronografi, in particolare nel settore dell'aviazione e dei viaggi nello spazio.

## Storia
L'azienda fu fondata nel 1912 da Walter Vogt a Grenchen, in Svizzera. Dopo dieci anni, il produttore di orologi iniziò una collaborazione con l'inventore e orologiaio britannico John Harwood. Successivamente, la FORTIS 1926 fu in grado di presentare il primo orologio da polso a carica automatica (orologio automatico), che andò in produzione in serie (Harwood Automatic).
Il fondatore di FORTIS, Walter Vogt morì il 13 Settembre del 1957. I suoi due figli rilevarono l'azienda e da quel momento ne diventarono i responsabili. Nel 1957, presentarono la prima serie di orologi per sport acquatici denominata Marinemaster, che è tuttora prodotta da FORTIS.
Nel 1962, l'orologio spaziale Spacematic Automatik fu sviluppato e costruito appositamente per resistere e funzionare perfettamente anche in condizioni estreme e con nette variazioni di temperatura. Prima della sua introduzione, gli americani utilizzarono un prototipo durante il Programma Gemini. Il modello seriale Official Cosmonauts Chronograph è stato testato per la prima volta nello spazio dai cosmonauti russi. Ciò dimostrò che gli orologi automatici sarebbero stati perfettamente funzionanti nello spazio.
Nel 1987, FORTIS presentò i primi orologi aeronautici. Questi sono all'avanguardia ancora oggi e vengono usati dai piloti di aeromobili professionisti.
Dal 1994, Fortis è il fornitore ufficiale di attrezzature del Juri-Gagarin-Kosmonautentrainingszentrums, un centro di addestramento per i cosmonauti in Russia. Durante una manovra di attracco dello Space Shuttle Atlantis americano nel settembre 1994, i cronografi FORTIS furono per la prima volta consumati nello spazio. Nel 1997, il modello "Official Cosmonauts Chronograph" venne indossato dai cosmonauti presso la stazione spaziale Mir durante la missione Sojus TM-19. Oggi, il cronografo B-42 è l'orologio ufficiale dei cosmonauti russi.
Nel 1998, FORTIS realizzò il primo cronografo meccanico automatico al mondo con funzione di sveglia, che venne successivamente brevettato con il numero di brevetto EP 0806712.
Nel 2017, FORTIS si trovò ad affrontare alcune difficoltà finanziarie. La società presentò una moratoria definitiva per la ristrutturazione del debito Poco dopo, il marchio e la posizione dell'azienda vennero rilevati da un investitore privato. Ciò portò alla modifica del nome di FORTIS Uhren in FORTIS Watches.